# Peștera, Cluj
Peștera (în maghiară Pestes) este o localitate componentă a municipiului Dej din județul Cluj, Transilvania, România. În anul 2011 localitatea nu mai avea niciun locuitor.

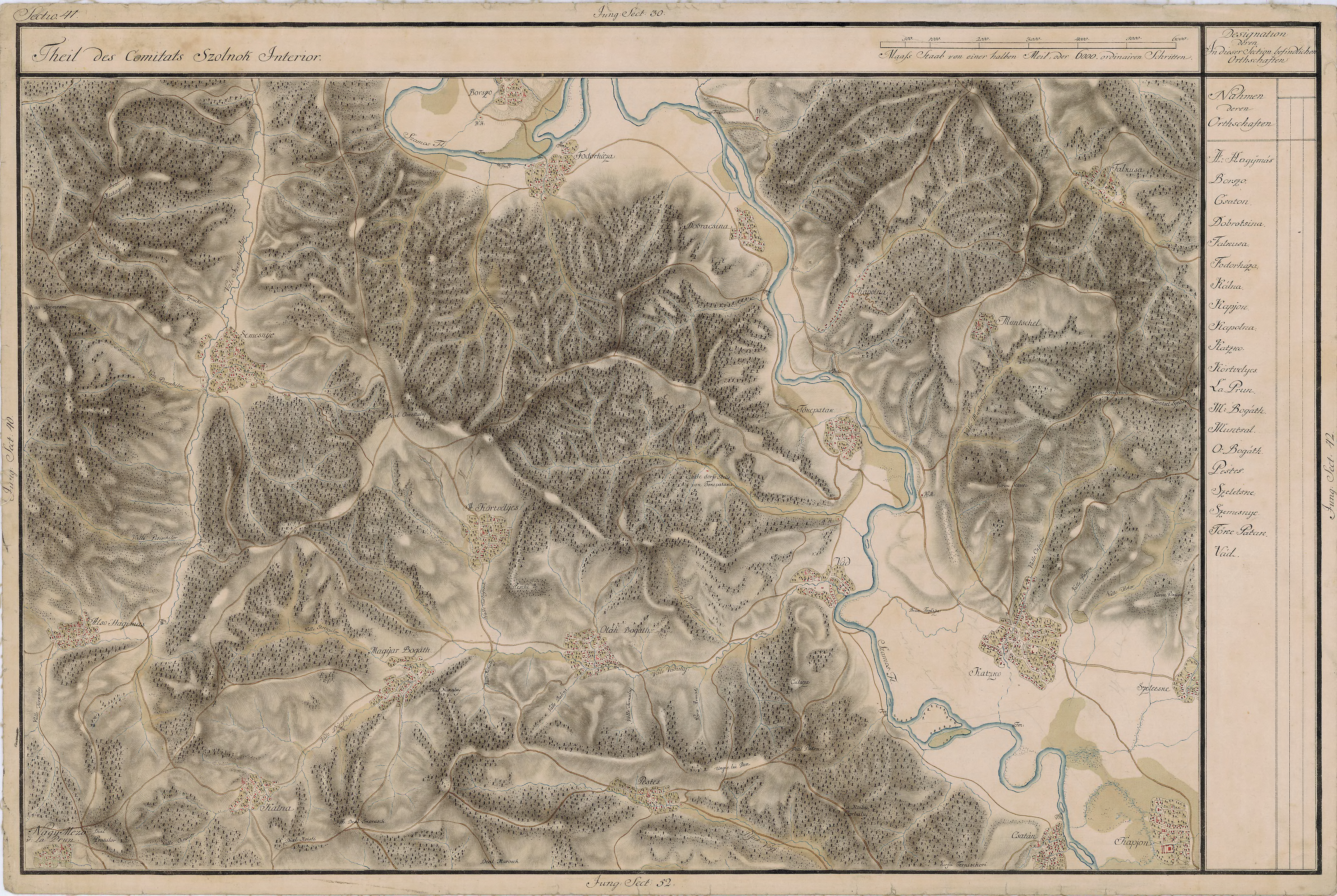
Peştera pe Harta Iosefină a Transilvaniei, 1769-1773